# Liste der Bodendenkmäler in Oberdolling
Auf dieser Seite sind die Bodendenkmäler in der oberbayerischen Gemeinde Oberdolling zusammengestellt. Diese Tabelle ist eine Teilliste der Liste der Bodendenkmäler in Bayern. Grundlage ist die Bayerische Denkmalliste, die auf Basis des Bayerischen Denkmalschutzgesetzes vom 1. Oktober 1973 erstmals erstellt wurde und seither durch das Bayerische Landesamt für Denkmalpflege geführt wird. Die folgenden Angaben ersetzen nicht die rechtsverbindliche Auskunft der Denkmalschutzbehörde.

## Bodendenkmäler in Oberdolling
| Lage                   | Objekt | Akten-Nr.     | Bild |
| ---------------------- | --- | ------------- | ---- |
| Oberdolling (Standort) | Siedlung der vorgeschichtlichen Metallzeiten. | D-1-7135-0173 |      |
| Oberdolling (Standort) | Freilandstation des Mesolithikums, Siedlung der Linearbandkeramik, allgemein des Neolithikums und des Endneolithikums, Siedlung der frühen bis mittleren Bronzezeit. | D-1-7135-0174 |      |
| Oberdolling (Standort) | Mittelalterlicher Wasserburgstall. | D-1-7135-0175 |      |
| Oberdolling (Standort) | Untertägige frühneuzeitliche Teile im Bereich der Kapelle in Sankt Lorenzi bei Oberdolling.                                                                          | D-1-7135-0176 |      |
| Oberdolling (Standort) | Siedlung des Neolithikums. | D-1-7135-0177 |      |
| Oberdolling (Standort) | Siedlung der Hallstattzeit, der Vorgeschichte und des frühen Mittelalters, Eisenverhüttungsanlagen der römischen Kaiserzeit.                                         | D-1-7135-0193 |      |
| Oberdolling (Standort) | Straße der römischen Kaiserzeit. | D-1-7135-0214 |      |
| Oberdolling (Standort) | Mittelalterliche und frühneuzeitliche Befunde im Bereich der Kath. Pfarrkirche St. Georg in Oberdolling und ihrer Vorgängerbauten.                                   | D-1-7135-0264 |      |
| Oberdolling (Standort) | Untertägige mittelalterliche und frühneuzeitliche Teile im Bereich des ehem. Wasserschlosses von Oberdolling.                                                        | D-1-7135-0266 |      |
| Oberdolling (Standort) | Grabhügel vorgeschichtlicher Zeitstellung. | D-1-7135-0267 |      |
| Oberdolling (Standort) | Untertägige mittelalterliche und frühneuzeitliche Teile im Bereich der Kath. Filialkirche St. Margareta in Weißendorf.                                               | D-1-7135-0269 |      |
| Oberdolling (Standort) | Siedlung und Steingebäude vor- oder frühgeschichtlicher Zeitstellung.                                                                                                | D-1-7135-0272 |      |
| Oberdolling (Standort) | Untertägige mittelalterliche und frühneuzeitliche Teile im Bereich der Kath. Filialkirche St. Stephanus in Unterdolling.                                             | D-1-7135-0275 |      |
| Oberdolling (Standort) | Gräberfeld des frühen Mittelalters. | D-1-7135-0276 |      |
| Oberdolling (Standort) | Untertägige mittelalterliche und frühneuzeitliche Teile im Bereich der Kath. Filialkirche Maria Magdalena in Hagenstetten.                                           | D-1-7135-0277 |      |
| Oberdolling (Standort) | Untertägige mittelalterliche und frühneuzeitliche Teile im Bereich der Kath. Filialkirche St. Michael in Harlanden.                                                  | D-1-7135-0278 |      |
| Oberdolling (Standort) | Straße der römischen Kaiserzeit. | D-1-7135-0354 |      |
| Oberdolling (Standort) | Gräber vorgeschichtlicher Zeitstellung. | D-1-7135-0385 |      |
| Oberdolling (Standort) | Siedlung vor- oder frühgeschichtlicher Zeitstellung. | D-1-7135-0386 |      |